# Schmetterling (Kurzgeschichte)
Schmetterling (chinesisch 混沌蝴蝶 / 混沌蝴蝶, Pinyin Hùndùn húdié) ist eine Science-Fiction-Kurzgeschichte des chinesischen Schriftstellers Liu Cixin, zuerst veröffentlicht im Jahr 2002. Am 12. Mai 2025 erschien die Kurzgeschichte in deutscher Übersetzung von Marc Hermann in der Sammlung Der Blick von den Sternen, herausgegeben vom Heyne Verlag. Eine englische Übersetzung von Elizabeth Hanlon erschien bereits in dieser Sammlung im April 2024 herausgegeben von Bloomsbury Publishing und im Mai 2024 herausgegeben von Tor Books.

## Handlung
Während Jugoslawien von den Vereinigten Staaten bombardiert wird, versuchen die Wissenschaftler Aleksandar und Reznik durch Manipulation von atmosphärischen sensitiven Punkten mithilfe der Chaostheorie das Wetter zu beeinflussen. Kleine Aktionen an diesen atmosphärischen sensitiven Punkten würden Jugoslawien mit Regen und Nebel abdecken und die Sichtbarkeit für feindliche Truppen einschränken und den Abwurf von Bomben verhindern. Reznik reist nach Moskau, um einen in Dubna von westlichen Ländern und Russland gebauten Supercomputer mit dem mathematischen Modell von Aleksander auszustatten und die richtigen atmosphärischen sensitiven Punkte für die Wettermanipulation in Jugoslawien zu berechnen. In Jugoslawien verabschiedet sich Aleksandar von seiner Tochter Katya, die an Urämie leidet und kürzlich eine neue Niere bekommen hat, sowie seiner Ehefrau Elena, um den ersten atmosphärischen sensitiven Punkt aufzusuchen. In den ersten beiden Missionen verschlägt Aleksandar einen großen Eisblock im nordwestlichen Afrika und zündet Bomben im Philippinensee, wodurch Jugoslawien eine Woche lang mit Regen und Nebel überdeckt wird. Bei der dritten Mission liegt der atmosphärische sensitive Punkt in der Antarktis und kann mehrmals ausgelöst werden, sodass die Sicherheit von Jugoslawien für zwei Wochen sichergestellt ist. Vor Berechnung der exakten Koordinaten wird der Supercomputer jedoch von den westlichen Ländern aufgrund von Spannungen mit Russland abgeschaltet. Aleksandar muss in einer kleinen Hütte in der Antarktis warten, während Reznik nach einem anderen Supercomputer sucht. Ohne Beeinflussung des Wetters verschwinden die Wolken über Jugoslawien. Katya bekommt ein hohes Fieber, da ihr Körper die neue Niere abstößt, und Elena reist für Medizin ins Krankenhaus. Durch eine Bombe wird sie bei der Reise zurück getötet und Katya stirbt einige Tage später. Reznik findet keinen neuen Supercomputer und erzählt Aleksandar alles. Verzweifelt verlässt dieser seine Hütte und entzündet nach einem ziellosen Spaziergang irgendwo das Benzin, dessen Flamme das Wetter nicht beeinflussen wird.

## Kritik
Paul Di Filippo schreibt im Locus Magazine, dass die Ansiedelung dieser Extrapolation in den Balkankriegen der Neunziger sowohl Spannung als auch Emotionen zum Nuvom hinzufügt („placing this extrapolation amidst the Balkan wars of the 1990s adds suspense and emotion to the novum“).
Gareth D. Jones schreibt auf SF Crowsnest, dass die üblichen Fähigkeiten von Liu Cixin durchscheinen, große Katastrophen mit realistischen Charakteren und berührenden Beziehungen zu mischen („Cixin Liu’s familiar skill of mixing large-scale disasters with realistic characters and touching relationships“). Es sei ein globales Abenteuer mit schön gezeichneten Landschaften und einer Serie von unterhaltsamen Reisegesellen („globe-trotting adventure are accompanied by beautifully drawn landscapes and a series of entertaining travelling companions“), jedoch gebe es wenig Wissenschaft daran, sondern mehr Spekulation („there’s nothing overtly science fictional about this tale. There’s speculation“).
Eamonn Murphy schreibt auf SF Crowsnest, dass die Thematisierung von hilflosen Kindern unter dem Angriff einer überlegenen Macht gut zum Zeitpunkt des Schreibens passen würden („tales of helpless children under attack from superior air power resonated at the time of writing“) und es darüber hinaus einen interessanten Perspektivenwechsel gebe („there’s an interesting point of view switch“).